# Pozharsky (huyện)
Huyện Pozharsky (tiếng Nga: ? райо́н) là một huyện hành chính tự quản (raion), của Vùng Primorsky, Nga. Huyện có diện tích 22483 kilômét vuông, dân số thời điểm ngày 1 tháng 1 năm 2000 là 36600 người. Trung tâm của huyện đóng ở Luchegorsk.